# Habitatge al carrer Fossar, 25 (Rupit)
L'Habitatge al carrer Fossar, 25 és una casa de Rupit i Pruit (Osona) inclosa a l'Inventari del Patrimoni Arquitectònic de Catalunya.

## Descripció
Casa assentada sobre el desnivell del terreny i orientada a migdia, coberta a dues vessants i amb el carener paral·lel a la façana. S'hi arriba a través d'una escala adossada de la façana i que condueix al portal de la casa nº 25 i 27. Presenta dos portals rectangulars al primer pis, un orientat a llevant i l'altre a migdia amb una finestra al costat; un pilar sosté el porxo. Al segon pis hi ha un terrat amb portal rectangular i una finestra al damunt. És construïda en pedra i la façana mostra restes d'arrebossat.

## Història
La importància d'aquest carrer rau sobretot en la bellesa arquitectònica dels edificis que la integren, tots ells construïts als segle XVII-XVIII i que han estat restaurats amb molta fidelitat. L'establiment de cavallers al Castell de Rupit als segles XII-XIII donà un caire aristocràtic a la vila. Al segle xiv la demografia baixà considerablement, no obstant en el fogatge del segle xvi s'observa un cert creixement i al segle xvii comença a ésser un nucli important de població, ja que durant la guerra dels Segadors (1654) s'hi establiren molt francesos.